# فيرنهايم
فيرنهايم (بالألمانية: Viernheim) هي بلدة ألمانية تقع في Kreis Bergstraße في ألمانيا. يقدر عدد سكانها بـ 32,593 نسمة .

## المدن التوأمة
مدن Franconville، روفيغو، بوترز بار ‏ و هالدنسلبن هي مدن توأمة لـفيرنهايم.

## أعلام
- اولريش توكور